# La finestra rotta
(Robert O'Harrow Jr)
La finestra rotta è un romanzo di Jeffery Deaver, scrittore statunitense. Fa parte del ciclo di Lincoln Rhyme e Amelia Sachs. Nel 2008 viene pubblicato per la prima volta in Italia.

## Trama
Mentre il detective quadriplegico Lincoln Rhyme è impegnato nella cattura di un pericoloso criminale, viene a sapere che suo cugino, Arthur Rhyme, è stato arrestato per l'omicidio di una donna. Il detective prende in mano il caso e scopre che le prove sono troppo schiaccianti, messe lì apposta da qualcuno che conosceva le abitudini del cugino. Le indagini portano ben presto alla SSD, una agenzia di raccolta dati dove sono immagazzinate un gran numero di informazioni su quasi tutti i cittadini degli Stati Uniti. Qui l'assassino si serve del database della compagnia per conoscere tutte le abitudini delle vittime, in modo da poter seminare false prove e poter continuare indisturbato il suo lavoro. Attraverso omicidi, diversivi e tentativi di depistaggio, Rhyme e la sua compagna Amelia riescono a scoprire l'identità e il rifugio del killer, che però non è disposto a farsi arrestare facilmente...

## Edizioni
- Jeffery Deaver, La Finestra Rotta, traduzione di Andrea Carlo Nappi, collana Romanzi e racconti, Rizzoli, 2008,  pp. 565, ISBN 978-88-17-02173-9.